# Conrado Caputto
Conrado Melfa Caputo (Assis, 7 de abril de 1978) é um ator brasileiro.

## Biografia
Conrado nasceu na cidade de Assis, no interior de São Paulo. Filho do leiloeiro rural e empresário José Paulino e da dona de casa Rosana. É o filho mais velho de três irmãos.
Em 1982 se muda para Ribeirão Preto, onde passou toda sua vida. Nessa época ele ingressou no grupo de teatro do Colégio Oswaldo Cruz. 
Começou cursando psicologia, mas depois desistiu do curso. Em seguida cursou Arquitetura e Urbanismo, e conseguiu concluir. Porém apenas em 2006 conseguiu passar na Escola de Arte Dramática da USP, a EAD, onde se formou em 2009. 
Ao longo da sua carreira, fez vários cursos de aperfeiçoamento, entre eles Interpretação com o Grupo Tapa, Canto Lírico e Popular,  Interpretação para Cinema, Workshop de Jogos Teatrais com  Workshop da Técnica de Clown, danças Brasileiras, seminário Direções, Treinamento da Técnica de Clown e elementos da Performance. Atualmente ministra oficina de Interpretação no Sesc Pinheiros, pelo projeto Residência Artística realizado pelo Teatro de Narradores.
Renomado ator de teatro e cinema, conseguiu sua primeira oportunidade na TV na novela Alto Astral, onde interpretou o divertido enfermeiro Pepito Perez, personagem que lhe rendeu duas indicações de Melhor Ator Revelação ao Prêmio Contigo e ao Prêmio Extra. um peruano que vive ilegalmente no Brasil. Era o fiel escudeiro da extravagante vidente charlatã Samantha Paranormal, vivida por Cláudia Raia. 
Juntos eles viviam se metendo nas mais divertidas e atrapalhadas confusões.
A dupla fez muito sucesso entre o público, garantindo momentos hilários na trama.

## Filmografia

### Televisão
| Ano     | Título              | Personagem           | Nota                                                   |
| ------- | ------------------- | -------------------- | ------------------------------------------------------ |
| 2009    | Cultura é Currículo | —                    | Episódios: "CIC SJ Rio Preto e Museu Municipal de Jaú" |
| 2010    | Vida de Estagiário  | —                    |                                                        |
| 2011    | Olívias na TV       | —                    |                                                        |
| 2014–15 | Alto Astral         | Pepe Perez (Pepito)  |                                                        |
| 2016    | Haja Coração        | Renan Cursino Aguiar |                                                        |
| 2020–21 | Salve-se Quem Puder | Isaac Bittencourt    |                                                        |
| 2024    | Família É Tudo      | Enéas                |                                                        |

### Cinema
| Ano  | Título         | Personagem |
| ---- | -------------- | ---------- |
| 2005 | O Que é Isso?  |            |
| 2008 | Uma por Cabeça | —          |
| 2008 | 3:33 Colapso   | —          |
| 2009 | Castigo        |            |
| 2012 | O Asfalto      |            |

## No teatro
- 1994- Gota D'Água
- 1994 - Os Saltimbancos
- 1995- Alice no País das Maravilhas
- 1995- Pluft, o Fantasminha
- 1995- Cena de Um Relacionamento Platônico
- 1995- O Desejo, a Deserção
- 1995- O Anúncio
- 1995- O Pagador de Promessas
- 1995- Era Uma Vez
- 1995 - O Boi Fubá
- 1996- Morte e Vida Severina
- 1998- O Mágico de Oz
- 2003- O Pequenino Grão de Areia
- 2004- Benzinho, Aumenta o Som!
- 2004- Solidão, a Comédia
- 2006- O Tartufo
- 2007- Estufa
- 2007- Abovó, dramaturgia e direção Coletivas - Grupo Matulagem S/A
- 2007- Traço Sonoro de Uma Certa Boda
- 2008- Orgasmatron, Um Cabaré
- 2008- Cidadania (Citizenship)
- 2008- As Três Irmãs
- 2009- Cenas de Intervenção - Paisagem nº 8 - A Decisão / Nossas Mãos Sujas
- 2009- Cidade Desmanche
- 2009- Nora
- 2009- O Dibuk, de Sch. An-Ski
- 2009- No Papel da Vítima, dos Irmãos Presnyakov, direção de Ariela Goldmann
- 2009- O Diabo de Tetas
- 2010- Pílades - Cenas Para Um Filme Nacion
- 2011- Os Saltimbancos
- 2011- Cidade Reverso
- 2012- Bom Retiro 958 Metros